# Harsleber Bach
Der Harsleber Bach ist ein Nebenbach des Hellbachs im nördlichen Harzvorland.

## Renaturierung
Am Harsleber Bach wurde versucht einen Kompromiss aus landwirtschaftlicher Intensivnutzung und Naturschutzbelangen umzusetzen. Die Akzeptanz ist dennoch gering. Es kam zu Zerstörung von Teilen des Gewässerrandstreifens, mutwilliger Gehölzzerstörung und Verbissschäden durch Tiere der angrenzenden Nutzflächen. Daher wurden nachträglich Grenzschutzmaßnahmen durchgeführt. Die Müllablagerung und der Diebstahl der Eichenspaltpfähle der Grenzsicherung sind nach wie vor ein Problem.